# Kim Pate
Kim Pate, née le 10 novembre 1959 à Arvida, est une avocate, enseignante et femme politique ontarienne (canadienne). Elle siège au Sénat du Canada depuis le 10 novembre 2016. Elle milite pour une réforme de la justice pénale et s'est particulièrement intéressée à la question de l'incarcération des femmes et des Autochtones.

## Biographie
Kimberley « Kim » Pate est née le 10 novembre 1959 à Arvida, au Québec, d'une mère coiffeuse et d'un père caporal-chef dans les Forces armées canadiennes qui a différentes affectations au Canada et en Allemagne de l'Ouest pendant l'enfance et l'adolescence de Kim.
À 14 ans, Kim commence à travailler, à temps partiel, comme correctrice dans l'enseignement et comme aide dans une résidence pour personnes âgées.
Juste avant son dix-septième anniversaire, elle est admise à l'Université de Victoria en Colombie-Britannique. En 1980, elle y obtient un baccalauréat ès arts avec une majeure (en) en histoire et décide de poursuivre ses études à la Faculté d'éducation. Elle commence à enseigner pour payer ses études de droit. En 1984, elle obtient un diplôme de la Faculté de droit de l'Université Dalhousie, dans le programme de droit clinique.
La même année, elle commence à travailler pour la John Howard Society of Calgary. Elle travaille ensuite pour la Société John Howard du Canada (en).
À partir de janvier 1992, elle défend la cause des femmes incarcérées au poste de directrice générale de l'Association canadienne des Sociétés Elizabeth-Fry. Elle exerce ces fonctions jusqu'à l'annonce par le premier ministre Justin Trudeau de sa nomination au Sénat du Canada le 10 novembre 2016.
Avocate et experte-conseil en droits de la personne, Kim Pate enseigne aux facultés de droit de l'Université d'Ottawa, de l'Université Dalhousie et de l'Université de la Saskatchewan. En 2014 et en 2015, elle est titulaire de la chaire Sallows en droits de la personne de la Faculté de droit de l'Université de la Saskatchewan.
Au Sénat, elle est membre du Groupe des sénateurs indépendants.

## Distinctions et hommages
Kim Pate a reçu des doctorats honorifiques du Barreau du Haut‑Canada, de l'Université d’Ottawa, de l'Université Carleton, de l'Université St. Thomas, de l'Université Nipissing et de l'Université Wilfrid-Laurier.
En 2009, elle reçoit le Prix « Les assises » de l'Association du Barreau canadien en reconnaissance de sa contribution exceptionnelle à la promotion de l'égalité dans la profession juridique.
Kim Pate est également récipiendaire du prix du Gouverneur général en commémoration de l'affaire « personne ».
Elle est membre de l'Ordre du Canada depuis 2015.